# Elasmus ero
Elasmus ero är en stekelart som beskrevs av Girault 1920. Elasmus ero ingår i släktet Elasmus och familjen finglanssteklar. Inga underarter finns listade i Catalogue of Life.